# Dytaster cherbonnieri
Dytaster cherbonnieri is een kamster uit de familie Astropectinidae.
De wetenschappelijke naam van de soort werd in 1975 gepubliceerd door Sibuet.